# Škoda Yeti

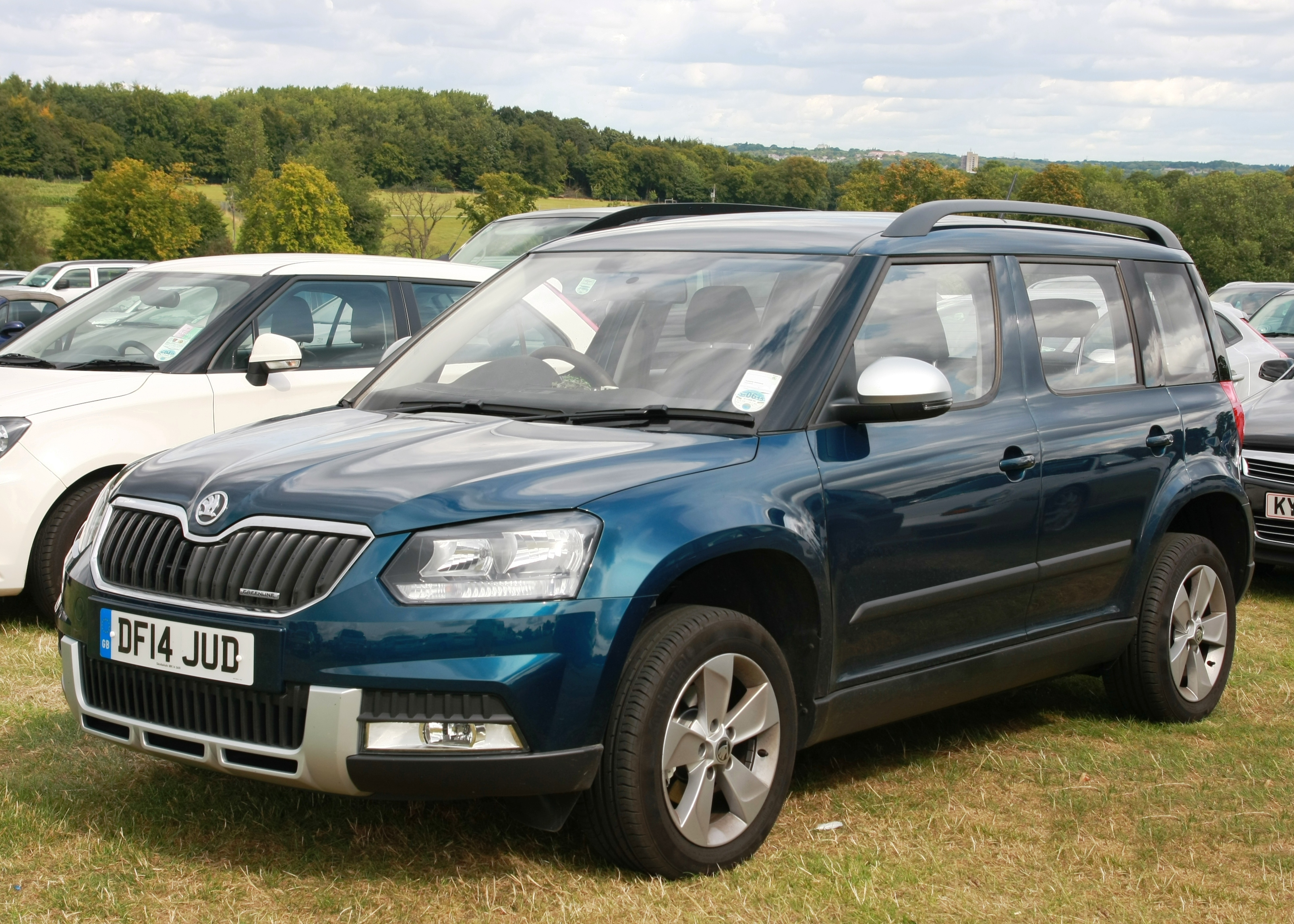
Skoda Yeti

Škoda Yeti är en bil av stadsjeepsmodell från Škoda. Den visades första gången på Internationella bilsalongen i Genève 2005 och är produktionsklar 2009. Det är en högbyggd (169 cm) bil med hasplåtar, markfrigång på 18 centimeter samt fyrhjulsdrift. Fyrhjulsdrift finns ej på den billigaste bensinversionen, 1.2 TSI med 105 hästkrafter. En annan bensinversion är 1.8 TSI med 160 hästkrafter, som bara finns med fyrhjulsdrift. Det finns också tre dieselmotorer, alla med 2 liters cylindervolym och partikelfilter. De har 110 (kan kombineras med både fram- och fyrhjulsdrift), 140 och 170 hästkrafter (de två senare har endast fyrhjulsdrift).